# Lathyrus humilis
Lathyrus humilis là một loài thực vật có hoa trong họ Đậu. Loài này được (Ser.) Spreng. miêu tả khoa học đầu tiên.